# Sky Castle
Sky Castle (en coréen : SKY 캐슬; stylisé comme SKY Castle) est série télévisée sud-coréenne de 2018 mettant en vedette Yum Jung-ah, Lee Tae-ran, Yoon Se-ah, Oh Na-ra et Kim Seo-hyung. Il a été diffusé les vendredis et samedis de JTBC à 23:00 Créneau horaire KST du 23 novembre 2018 au 1er février 2019,,,,,,.
Sky Castle est le drame le mieux coté de l'histoire de la télévision par câble coréenne.

## Synopsis
SKY Castle suit la vie de quatre femmes d’âge mûr vivant dans le quartier résidentiel « SKY Castle » regroupant l’élite de la Corée. Leurs maris exercent des emplois prestigieux et elles essaient de leur faire honneur en élevant leurs enfants à la perfection, afin de les faire intégrer les meilleures universités du pays. Entre comédie et réalisme, c’est une véritable course à la réussite qui prend place. Pourront-ils atteindre des résultats à la hauteur de leurs ambitions ? 

## Distribution

### Acteurs principaux
- Yum Jung-ah : Han Seo-jin / Kwak Mi-hyang[9]
- Lee Tae-ran : Lee Soo-im[9]
- Yoon Se-ah : No Seung-hye[9]
- Oh Na-ra : Jin Jin-hee[9]
- Kim Seo-hyung : Kim Joo-young[9]

### Acteurs récurrents

#### Famille de Han Seo-jin
- Jung Joon-ho : Kang Joon-sang, mari de Han Seo-jin
- Kim Hye-yoon : Kang Ye-seo, fille aînée de Han Seo-jin
- Lee Ji-won : Kang Ye-bin, fille cadette de Han Seo-jin
- Jung Ae-ri : Madame Yoon, mère de Kang Joon-sang, belle-mère de Han Seo-jin

#### Famille de Lee Soo-im
- Choi Won-young (en) : Hwang Chi-young, mari de Lee Soo-im
- Kang Chan-hee : Hwang Woo-joo, beau-fils de Lee Soo-im

#### Famille de No Seung-hye
- Kim Byung-chul (en) : Cha Min-hyuk, mari de No Seung-hye
- Park Yoo-na : Cha Se-ri, fille aînée de No Seung-hye
- Kim Dong-hee : Cha Seo-joon, fils cadet de No Seung-hye, frère jumeau de Ki-joon
- Jo Byeong-kyu : Cha Ki-joon, plus jeune fils de No Seung-hye, frère jumeau de Seo-joon

#### Famille de Jin Jin-hee
- Jo Jae-yoon (en) : Woo Yang-woo, mari de Jin Jin-hee
- Lee Eugene : Woo Soo-han, fils de Jin Jin-hee

#### Personnes autour de Kim Joo-young
- Lee Hyun-Jin (en) : Jo Tae-jun, secrétaire de Kim Joo-young
- Jo Mi-nyeo: Kay/Katherine, fille de Kim Joo-young

#### La famille Park
- Kim Jung-nan (en) : Lee Myung-joo, femme de Park Soo-chang, mère de Park Young-jae
- Yu Seong-ju : Park Soo-chang, mari de Lee Myung-joo, père de Park Young-jae
- Song Geon-hee (en) : Park Young-jae, fils de Lee Myung-joo et Park Soo-chang

#### Autres
- Kim Bo-ra (en) : Kim Hye-na, fille de Kang Joon-sang et Kim Eun-hye, ennemie de Ye-seo, a des sentiments pour Hwang Woo-joo
- Lee Yeon-soo: Kim Eun-hye, mère de Kim Hye-na, ex petite-amie de Kang Joon-sang
- Lee Joo-yeon : Lee Ga-eul, petite amie de Park Soo-chang
- Kwon Hwa-woon : Lee Choong-sun
- Shin Cheol-jin : Directeur du cabinet de Park Soo-chang
- Song Min-hyung: Choi In-ho, surintendant médical de l’université hôpital Joo-nam
- Yoo Yeon : Laura Jung

#### Apparition
- Kim Chan-mi : Kim Chan-mi (épisodes 3-4)